# فوميا فوجي
فوميا فوجي (باليابانية: 藤井フミヤ) هو مغني وفنان وملحن ومغن مؤلف وشاعر وممثل ياباني، ولد في 11 يوليو 1962 في فوكوكا في اليابان.

## وصلات خارجية
- الموقع الرسمي
- فوميا فوجي على موقع IMDb (الإنجليزية)
- فوميا فوجي على موقع ميوزك برينز (الإنجليزية)
- فوميا فوجي على موقع أول ميوزيك (الإنجليزية)
- فوميا فوجي على موقع ديسكوغز (الإنجليزية)
- فوميا فوجي على موقع قاعدة بيانات الفيلم (الإنجليزية)
- فوميا فوجي على موقع كينوبويسك (الروسية)